# Сабрина (филм, 1995)
„Сабрина“ (на английски: Sabrina) е американска романтична комедийна драма от 1995 г. на режисьора Сидни Полак, по сценарий на Барбара Бенедек и Дейвид Рейфийл. Той е римейк на едноименния филм от 1954 г. на Били Уайлдър, който е адаптация на пиесата Sabrina Fair от 1953 г.
Във филма участват Харисън Форд като Лайънъс Лараби, Джулия Ормънд като Сабрина, Грег Киниър (в първата му роля в киното) като Дейвид Лараби. Премиерата на филма е на 15 декември 1995 г. от „Парамаунт Пикчърс“.